# ITF Women’s World Tennis Tour 2024 (Januar–März)
In den folgenden Tabellen werden die Tennisturniere des ersten Quartals der ITF Women’s World Tennis Tour 2024 dargestellt.

## Turnierplan
| Kategorien            | Kategorien           |
| World Tennis Tour 25+ | World Tennis Tour 15 |
| --------------------- | -------------------- |
| W100                  | —                    |
| W75                   | —                    |
| W50                   | —                    |
| W35                   | —                    |
| —                     | W15                  |

### Januar
| Datum 1 | Turnierort                                                 | Siegerin Einzel                    | Siegerinnen Doppel                          |
| ------- | ---------------------------------------------------------- | ---------------------------------- | ------------------------------------------- |
| 01.01.  | Nonthaburi ITF Pro Circuit 2024 I                          | Antonia Ružić                      | Schibek Qulambajewa Sapfo Sakellaridi       |
| 01.01.  | Arcadia                                                    | Fiona Crawley                      | Angela Kulikov Ashley Lahey                 |
| 01.01.  | Monastir                                                   | Amélie Šmejkalová                  | Anri Nagata Rinon Okuwaki                   |
| 08.01.  | Nonthaburi ITF Pro Circuit 2024 II                         | Mananchaya Sawangkaew              | Anna Sisková Xenija Saizewa                 |
| 08.01.  | Antalya                                                    | Cristina Dinu                      | Cristina Dinu Nika Radisic                  |
| 08.01.  | Naples                                                     | Clervie Ngounoue                   | Leonie Küng Marie Benoît                    |
| 08.01.  | Loughborough                                               | Sonay Kartal                       | Ella McDonald Liv Hovde                     |
| 08.01.  | Esch-sur-Alzette                                           | Veronika Podrez                    | Tayisiya Morderger Yana Morderger           |
| 08.01.  | Monastir                                                   | Nina Vargová                       | Yasmine Mansouri Nina Radovanovic           |
| 08.01.  | Fort-de-France                                             | Jenny Lim                          | Laura Böhner Angelina Wirges                |
| 15.01.  | Antalya Antalya Series 2024                                | Guiomar Maristany Zuleta de Reales | Anastassija Gurjewa Alexandra Schubladse    |
| 15.01.  | Bengaluru ITF WTT KSLTA 2024                               | Darja Semeņistaja                  | Camilla Rosatello Darja Semeņistaja         |
| 15.01.  | Boca Raton                                                 | abgesagt                           | abgesagt                                    |
| 15.01.  | Petit-Bourg                                                | Fanny Östlund                      | Jenny Dürst Fanny Östlund                   |
| 15.01.  | Sunderland                                                 | Valentina Ryser                    | Laura Hietaranta Ella McDonald              |
| 15.01.  | Buenos Aires                                               | Maria Sara Popa                    | Nicole Fossa Huergo Miriana Tona            |
| 15.01.  | Naples                                                     | Marie Benoît                       | Elvina Kalieva Marija Kosyrewa              |
| 15.01.  | Monastir                                                   | Lucija Ćirić Bagarić               | Ema Kovacevic Lara Salden                   |
| 22.01.  | Porto W75+H Porto 2024                                     | Jéssica Bouzas Maneiro             | Sarah Beth Grey Olivia Nicholls             |
| 22.01.  | Vero Beach Vero Beach International Tennis Open 2024       | María Carlé                        | Allura Zamarripa Maribella Zamarripa        |
| 22.01.  | Pune Necc-Deccan $40K ITF Womens Tournament 2024           | Moyuka Uchijima                    | Darja Semeņistaja Alexandra Eala            |
| 22.01.  | Monastir                                                   | Carson Branstine                   | Katarína Kužmová Nina Vargová               |
| 22.01.  | Buenos Aires                                               | Solana Sierra                      | Ana Sofía Sánchez Jamie Loeb                |
| 22.01.  | Le Gosier                                                  | Tamira Paszek                      | Haley Giavara Jaeda Daniel                  |
| 22.01.  | Antalya                                                    | Andrea Lázaro García               | Sebastianna Scilipoti Celine Simunyu        |
| 29.01.  | Burnie HCI Burnie International I 2024                     | Priscilla Hon                      | Paige Mary Hourigan Erin Routliffe          |
| 29.01.  | Rome Georgia’s Rome Tennis Open 2024                       | McCartney Kessler                  | Angela Kulikov Jamie Loeb                   |
| 29.01.  | Andrézieux-Bouthéon Engie Open Andrézieux-Bouthéon 42 2024 | Yuriko Miyazaki                    | Alewtina Ibragimowa Jekaterina Owtscharenko |
| 29.01.  | Porto W50 Porto 2024                                       | Rebecca Šramková                   | Veronika Erjavec Dominika Šalková           |
| 29.01.  | Indore Indore ITF World Tennis Tour W50 2024               | Polina Kudermetowa                 | Jessie Aney Lena Papadakis                  |
| 29.01.  | Scharm asch-Schaich                                        | Mariam Bolkwadse                   | Darja Chamuzjanskaja Ewjalina Laskewitsch   |
| 29.01.  | Antalya                                                    | Amarissa Tóth                      | Mayuka Aikawa Funa Kozaki                   |
| 29.01.  | Monastir                                                   | Arianna Zucchini                   | Laura Böhner Holly Hutchinson               |

### Februar
| Datum 1 | Turnierort                                       | Siegerin Einzel        | Siegerinnen Doppel                             |
| ------- | ------------------------------------------------ | ---------------------- | ---------------------------------------------- |
| 05.02.  | Irapuato Guanajuato Open 2024                    | Rebecca Marino         | Hailey Baptiste Whitney Osuigwe                |
| 05.02.  | Burnie HCI Burnie International II 2024          | Maya Joint             | Tang Qianhui You Xiaodi                        |
| 05.02.  | Grenoble Engie Open de l’Isère 2024              | Aljona Falej           | Emily Appleton Freya Christie                  |
| 05.02.  | Edgbaston W50 Lexus GB Pro-Series Edgbaston 2024 | Magali Kempen          | Lara Salden Magali Kempen                      |
| 05.02.  | Wesley Chapel                                    | Leonie Küng            | Marija Kononowa Marija Kosyrewa                |
| 05.02.  | Antalya                                          | Tena Lukas             | Ángela Fita Boluda Daniela Vismane             |
| 05.02.  | Monastir                                         | Laura Samson           | Rina Saigō Yukina Saigō                        |
| 05.02.  | Scharm asch-Schaich                              | Elena-Teodora Cadar    | Karola Patricia Bejenaru Jekaterina Schalimowa |
| 12.02.  | Altenkirchen Burg-Wächter Ladies Open 2024       | Julija Awdejewa        | Maja Chwalińska Jesika Malečková               |
| 12.02.  | Morelia Chaly W50 2024                           | Jéssica Bouzas Maneiro | Marina Melnikowa Lesley Pattinama Kerkhove     |
| 12.02.  | Roehampton Lexus GB Pro-Series Roehampton 2024   | Lulu Sun               | Freya Christie Samantha Murray Sharan          |
| 12.02.  | Antalya                                          | Cristina Dinu          | Martina Colmegna Alice Ramé                    |
| 12.02.  | Nakhon Si Thammarat                              | Peangtarn Plipuech     | Naho Satō Peangtarn Plipuech                   |
| 12.02.  | Hammamet                                         | Lucija Ćirić Bagarić   | Oana Gavrila Sapfo Sakellaridi                 |
| 12.02.  | Manacor                                          | Rebecca Munk Mortensen | Louise Kwong Anna Ulyashchenko                 |
| 12.02.  | Monastir                                         | Tereza Valentová       | Tereza Valentová Radka Zelníčková              |
| 12.02.  | Scharm asch-Schaich                              | Katarína Kužmová       | Sarah van Emst Jeong Bo-young                  |
| 19.02.  | Porto W75 Porto 2024                             | Anna Bondár            | Anna Bondár Céline Naef                        |
| 19.02.  | Mexiko-Stadt W50 CDMX-YMCA 2024                  | Jamie Loeb             | Jessie Aney Jessica Failla                     |
| 19.02.  | Pretoria Wiphold International I 2024            | Lina Glushko           | Lina Glushko Gabriela Knutson                  |
| 19.02.  | Antalya                                          | Ángela Fita Boluda     | Ángela Fita Boluda Daniela Vismane             |
| 19.02.  | Traralgon                                        | Amarni Banks           | Fangzhou Liu Mana Kawamura                     |
| 19.02.  | Hammamet                                         | Lucija Ćirić Bagarić   | Oana Gavrila Sapfo Sakellaridi                 |
| 19.02.  | Nakhon Si Thammarat                              | Saki Imamura           | Meiqi Guo Xiao Zhenghua                        |
| 19.02.  | Manacor                                          | Caijsa Wilda Hennemann | Martina Genis Salas Ruth Roura Llaverias       |
| 19.02.  | Monastir                                         | Tereza Valentová       | Naïma Karamoko Tess Sugnaux                    |
| 19.02.  | Scharm asch-Schaich                              | Katarína Kužmová       | Annelin Bakker Sarah van Emst                  |
| 26.02.  | Pretoria Wiphold International II 2024           | Laura Pigossi          | Alina Tscharajewa Jekaterina Reingold          |
| 26.02.  | Mâcon W50 Mâcon 2024                             | Harmony Tan            | Silvia Ambrosio Lena Papadakis                 |
| 26.02.  | Trnava Empire Women’s Indoor I 2024              | Anastassija Gurjewa    | Lulu Sun Moyuka Uchijima                       |
| 26.02.  | Helsinki                                         | Malene Helgø           | Laura Hietaranta Linda Klimovičová             |
| 26.02.  | Traralgon                                        | Lanlana Tararudee      | Yūki Naitō Naho Satō                           |
| 26.02.  | Spring                                           | Ena Shibahara          | Whitney Osuigwe Alana Smith                    |
| 26.02.  | Gurugram                                         | Justina Mikulskytė     | Schibek Qulambajewa Ankita Raina               |
| 26.02.  | Antalya                                          | Daniela Vismane        | Anja Stanković İlay Yörük                      |
| 26.02.  | Nakhon Si Thammarat                              | Saki Imamura           | Lee Ya-hsin Wong Hong Yi Cody                  |
| 26.02.  | Manacor                                          | Kaitlin Quevedo        | Alicia Melosch Julia Ronney                    |
| 26.02.  | Monastir                                         | Karolina Kozakova      | Mara Guth Sapfo Sakellaridi                    |
| 26.02.  | Scharm asch-Schaich                              | Sandra Samir           | Karola Patricia Bejenaru Andrė Lukošiūtė       |
| 26.02.  | Ipoh                                             | Wu Ho-ching            | Cho I-hsuan Cho Yi-tsen                        |
| 26.02.  | Tucumán                                          | Finale nicht gespielt  | Justina Maria Gonzalez Daniele Camila Romero   |

### März
| Datum 1 | Turnierort                                       | Siegerin Einzel                     | Siegerinnen Doppel                                  |
| ------- | ------------------------------------------------ | ----------------------------------- | --------------------------------------------------- |
| 04.03.  | Trnava Empire Women’s Indoor II 2024             | Suzan Lamens                        | Isabelle Haverlag Anna Rogers                       |
| 04.03.  | Santo Domingo                                    | Xinyu Gao                           | Carmen Corley Ivana Corley                          |
| 04.03.  | Nagpur                                           | Dalila Jakupović                    | Irina Bara Dalila Jakupović                         |
| 04.03.  | Solarino                                         | Linda Klimovičová                   | Martyna Kubka Tsao Chia-yi                          |
| 04.03.  | Kuala Lumpur                                     | Naho Satō                           | Cho I-hsuan Cho Yi-tsen                             |
| 04.03.  | Córdoba                                          | Jazmín Ortenzi                      | Alicia Herrero Liñana Melany Solange Krywoj         |
| 04.03.  | Brossard                                         | Catherine Harrison                  | Ashton Bowers Zuzanna Pawlikowska                   |
| 04.03.  | Scharm asch-Schaich                              | Anna Sisková                        | Jeong Bo-young Andrė Lukošiūtė                      |
| 04.03.  | Monastir                                         | Mara Guth                           | Mayra Jovic Valentina Losciale                      |
| 04.03.  | Antalya                                          | Tyra Caterina Grant                 | Tyra Caterina Grant Aurora Zantedeschi              |
| 04.03.  | Iraklio                                          | Xenija Saizewa                      | Eleni Christofi Sapfo Sakellaridi                   |
| 04.03.  | Karaganda                                        | Jaroslawa Bartaschewitsch           | Wiktorija Michailowa Anastassija Poplawska          |
| 11.03.  | Říčany Říčany Open 2024                          | Tereza Valentová                    | Gabriela Knutson Tereza Valentová                   |
| 11.03.  | Indore                                           | Dalila Jakupović                    | Shrivalli Rashmikaa Bhamidipaty Vaidehi Chaudhari   |
| 11.03.  | Santo Domingo                                    | Maya Joint                          | Carmen Corley Ivana Corley                          |
| 11.03.  | Mildura                                          | Maddison Inglis                     | Tahlia Kokkinis Alicia Smith                        |
| 11.03.  | Alaminos Larnaca                                 | Lucija Ćirić Bagarić                | Tena Lukas Kristina Mladenovic                      |
| 11.03.  | Solarino                                         | Viktória Hrunčáková                 | Weronika Falkowska Martyna Kubka                    |
| 11.03.  | Monastir                                         | Radka Zelníčková                    | Mingge Xu Radka Zelníčková                          |
| 11.03.  | Scharm asch-Schaich                              | Malene Helgø                        | Daria Frayman Gaia Parravicini                      |
| 11.03.  | Gonesse                                          | Tiantsoa Sarah Rakotomanga Rajaonah | Émeline Dartron Astrid Lew Yan Foon                 |
| 11.03.  | Iraklio                                          | Nina Vargová                        | Lucie Nguyen Tan Nina Vargová                       |
| 11.03.  | Antalya                                          | Denislawa Gluschkowa                | Denisa Hindová Vittoria Modesti                     |
| 11.03.  | São João da Boa Vista                            | Carolina Alves                      | Victoria Bosio Ana Filipa Santos                    |
| 11.03.  | Karaganda                                        | Xenija Laskutowa                    | Wiktorija Michailowa Anastassija Poplawska          |
| 11.03.  | Montreal                                         | Jessica Failla                      | Jessie Aney Alice Robbe                             |
| 18.03.  | Maribor I-Vent Open Branik Maribor 2024          | Dominika Šalková                    | Eden Silva Anastassija Tichonowa                    |
| 18.03.  | Swan Hill                                        | Gabriella Da Silva Fick             | Sakura Hosogi Misaki Matsuda                        |
| 18.03.  | Alaminos Larnaca                                 | Loïs Boisson                        | Francesca Curmi Despina Papamichail                 |
| 18.03.  | Campinas                                         | Oana Gavrilă                        | Marija Kononowa Jaeda Daniel                        |
| 18.03.  | Sabadell                                         | Kaitlin Quevedo                     | Oana Georgeta Simion Joëlle Steur                   |
| 18.03.  | Le Havre                                         | Alice Tubello                       | Elena Ruxandra Bertea Tiantsoa Rakotomanga Rajaonah |
| 18.03.  | Scharm asch-Schaich                              | Malene Helgø                        | Julie Belgraver Holly Hutchinson                    |
| 18.03.  | Antalya                                          | Denislawa Gluschkowa                | Jekaterina Owtscharenko Jekaterina Agurejewa        |
| 18.03.  | Hinode                                           | Maegan Manasse                      | Shiori Tominaga Hikaru Yoshikawa                    |
| 18.03.  | Monastir                                         | Radka Zelníčková                    | Ewjalina Laskewitsch Radka Zelníčková               |
| 18.03.  | Iraklio                                          | Sapfo Sakellaridi                   | Katharina Hobgarski Polina Leikina                  |
| 25.03.  | Croissy-Beaubourg Open 3c Seine-et-Marne 2024    | Yuriko Miyazaki                     | Estelle Cascino Alexandra Eala                      |
| 25.03.  | Murska Sobota Murska Sobota Open 2024            | Viktória Hrunčáková                 | Francisca Jorge Anna Rogers                         |
| 25.03.  | São Paulo Circuito Feminino Future de Tênis 2024 | Marija Kosyrewa                     | nicht ausgespielt                                   |
| 25.03.  | Kofu W50 Kofu 2024                               | Catherine Harrison                  | Erina Hayashi Saki Imamura                          |
| 25.03.  | Terrassa                                         | Loïs Boisson                        | Nika Radišić Anita Wagner                           |
| 25.03.  | Santa Margherita di Pula                         | Leonie Küng                         | Sapfo Sakellaridi Aurora Zantedeschi                |
| 25.03.  | Scharm asch-Schaich                              | Renáta Jamrichová                   | Salma Drugdová Daria Kuczer                         |
| 25.03.  | Antalya                                          | Beatrice Ricci                      | Anastassija Gretschkina Xenija Laskutowa            |
| 25.03.  | Monastir                                         | Ewjalina Laskewitsch                | Selina Dal Gina Feistel                             |